# Ciubivka (Dumanți), Cerkasî
Ciubivka (în ucraineană Чубівка) este un sat în comuna Dumanți din raionul Cerkasî, regiunea Cerkasî, Ucraina.

## Demografie
Componența lingvistică a localității Ciubivka
     Ucraineană (96,75%)
     Rusă (3,25%)
Conform recensământului din 2001, majoritatea populației localității Ciubivka era vorbitoare de ucraineană (96,75%), existând în minoritate și vorbitori de rusă (3,25%).